# بستنی شکلاتی
بستنی شکلاتی (انگلیسی: Chocolate ice cream) یک مدل از بستنی بر پایهٔ شکلات است که می‌تواند طعم‌دهنده طبیعی یا مصنوعی داشته باشد، شکلات، دومین طعم رایج و دوست داشتنی بستنی در ایالات متحده آمریکا است، اولین مورد آن بستنی وانیلی است، این بستنی را می‌توان در یک کاسه، فنجان یا در قالب بستنی قیفی میل نمود، بسته‌بندی برخی از شرکت‌های تولیدکننده به گونه‌ای است که می‌توان در همان ظرف بسته‌بندی را خورد.

## نگارخانه

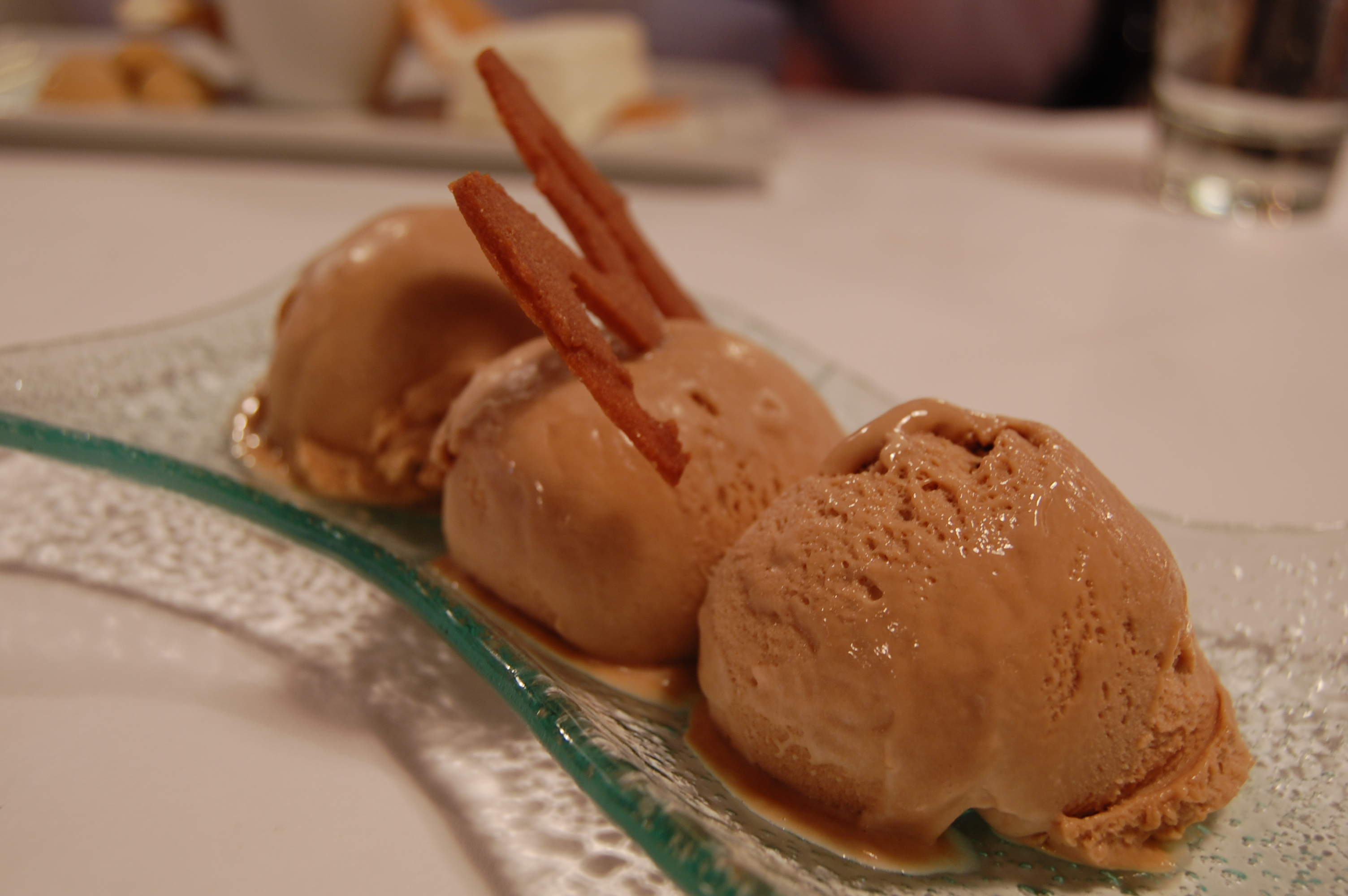